# Tram van Orléans
De tram van Orléans is de belangrijkste vorm van openbaar vervoer in Orléans, een stad in de regio Centre-Val de Loire. Het nieuwe netwerk startte in 2000 en heeft sinds 2012 een tweede lijn. De ecploitatie is in handen van Keolis Orléans Val de Loire (rijdt ook het busnetwerk), onder de naam TAO met als slogan le réseau de l'AgglO. 

## Geschiedenis

### Oude tram
Van 1877 tot 1938 had Orléans al een tramnetwerk. Dit ging van start als paardentram en werd vanaf 1899 reeds geëlektrificeerd. Op het hoogtepunt bestond dit netwerk uit vier lijnen. Bovendien reden regionale stoomtrams ook over de sporen van de stadstram. Geleidelijk werd het tramnet gesloten en vervangen door bussen, totdat in 1938 de laatste tram reed.

### Nieuwe tram
Met de bouw van een nieuwe wijk in het zuiden van de stad -Orléans-la-Source- groeide de stad met 25.000 inwoners. De beide grote stations van de stad lagen echter in het noorden, waardoor het openbaar vervoer zich door het nauwe centrum van Orléans zou moeten wringen. Men besloot tot de aanleg van een tramlijn. De tram zou lopen vanaf de randgemeente Fleury-les-Aubrais in het noorden, via het centrum naar La Source, waar een groot ziekenhuis en een grote universiteitscampus zich bevinden. Op 15 juli 1998 startte de werkzaamheden voor deze lijn A. Op 28 november 2000 was de lijn klaar. De aanleg en het materieel kostte in totaal 1,9 miljard Franse Frank. Deze tram vormde de terugkeer van de tram in Orléans, na 62 jaar afwezigheid.
Ter verbetering van de bereikbaarheid van plaatsen ten westen en ten oosten van Orléans, werd besloten om een nieuwe tramlijn te bouwen tussen La Chapelle-Saint-Mesmin en Saint-Jean-de-Braye, via het centrum van Orléans. De aanleg van deze lijn B startte in 2008, en op 30 juni 2012 werd de nieuwe lijn geopend. Het station De Gaulle, in het centrum van Orléans, werd een overstapstation tussen de beide lijnen. In het centrum wordt niet met bovenleiding gereden, maar krijgen trams energie via een derde rail in de grond.

## Huidige netwerk

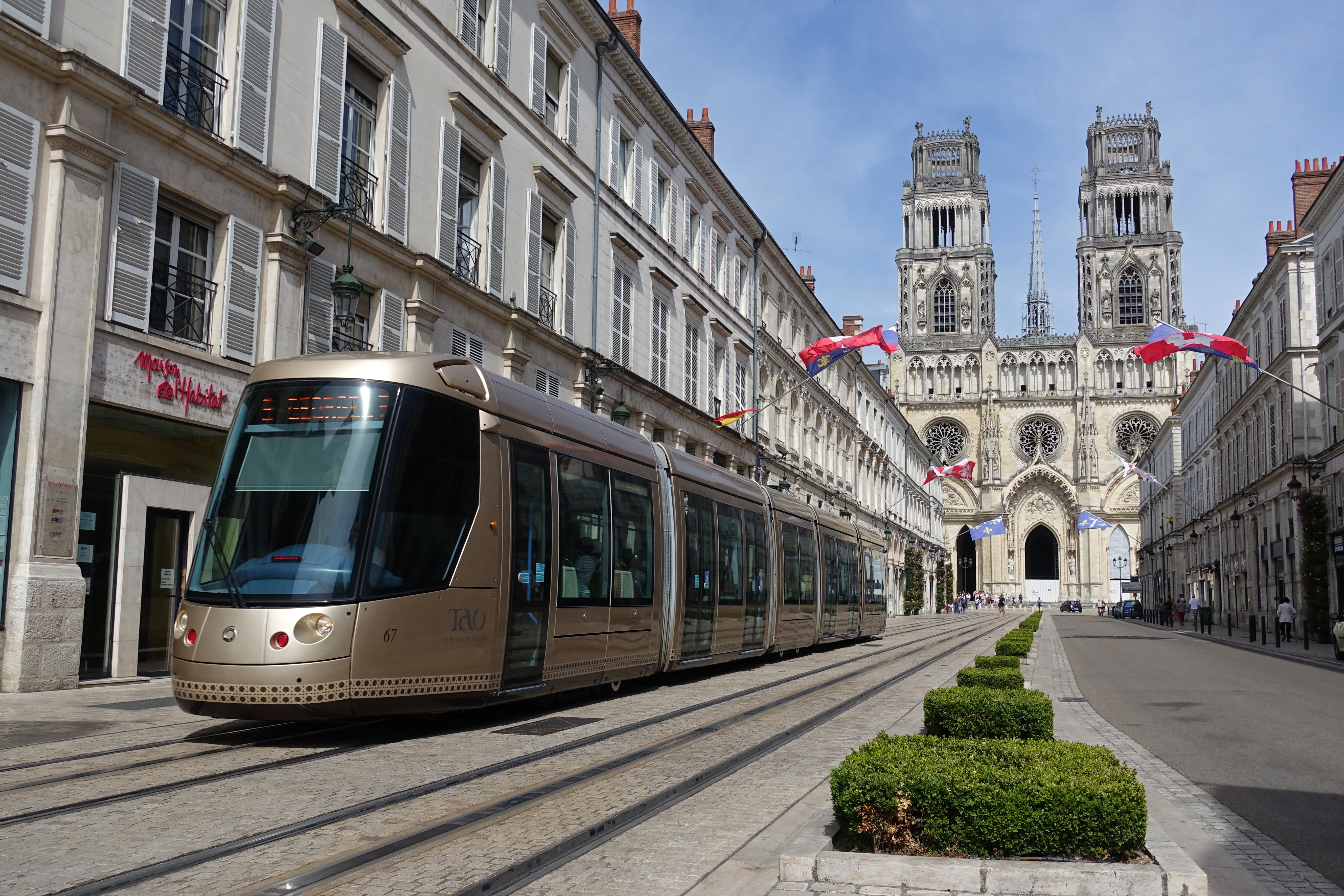
Citadis 302

| Lijn   | Route                             | Voertuigen            |
| ------ | --------------------------------- | --------------------- |
| Lijn A | Jules Verne ↔ Fleury-les-Aubrais  | 22 Alstom Citadis 301 |
| Lijn B | Georges Pompidou ↔ Clos du Hameau | 21 Alstom Citadis 302 |

## Materieel
Door een verschil in de gebruikte techniek worden de beide lijnen met verschillende tramtypes gereden:
- Lijn A wordt door 22 trams van het type Citadis 301 geëxploiteerd. Deze trams hebben een lengte van 29,8 meter, en een breedte van slechts 2,32 meter, om zo door de smalle centrumstraten te kunnen. De trams hebben een vermogen van 280kW. Hiermee kan een maximumsnelheid van 80 km/h worden bereikt.
- Lijn B wordt door 21 trams van het type Citadis 302 geëxploiteerd. Deze trams hebben een lengte van 32,3 meter, en een breedte van 2,4 meter. De trams hebben een vermogen van 280kW, en hebben een maximumsnelheid van 70 km/h. De trams kunnen, naast bovenleiding, ook hun stroom krijgen via het Alimentation par le sol-systeem, dat op lijn B gebruikt wordt in het centrum.

## Haltes

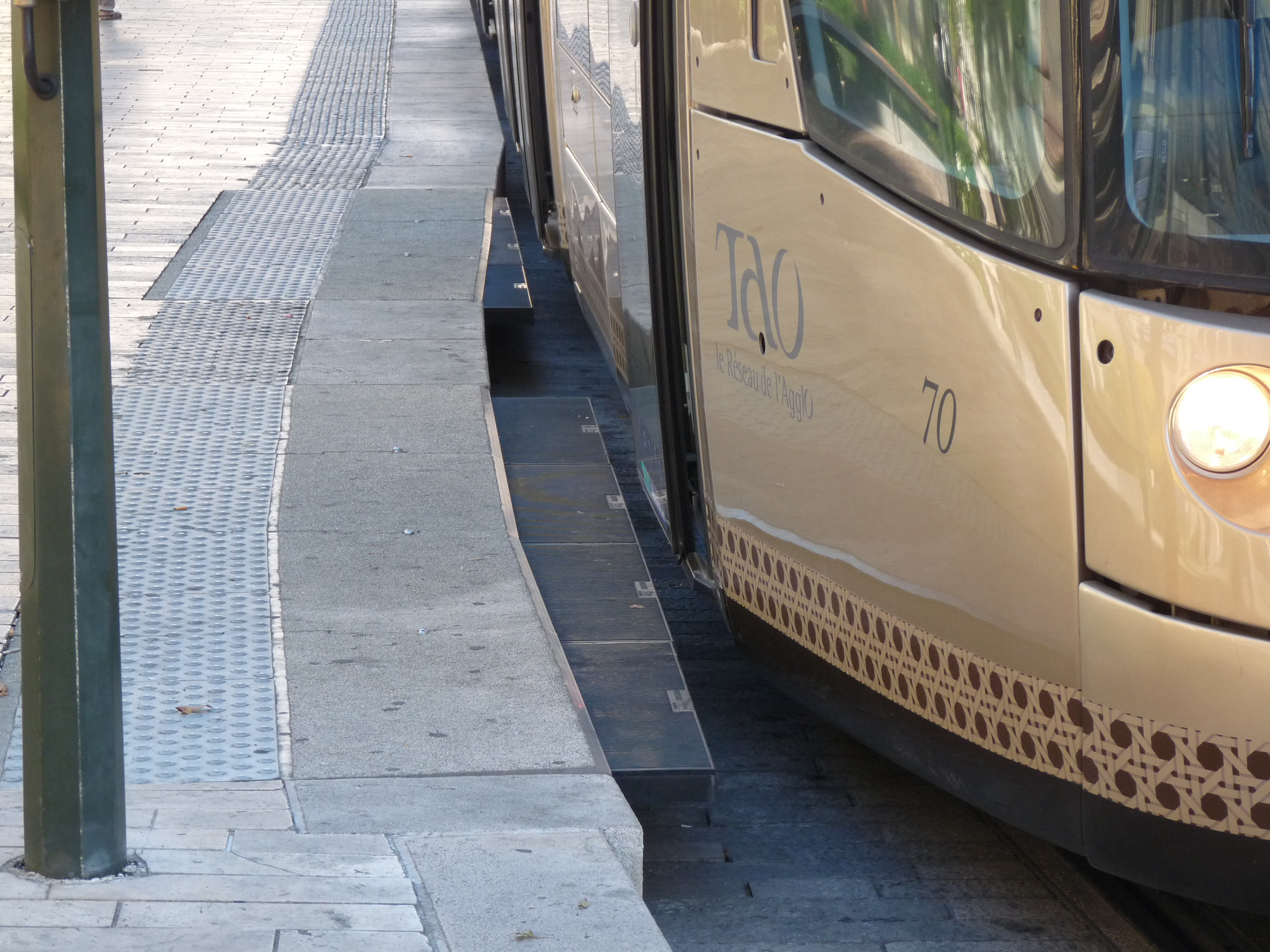
Het perron met uitschuifbare trede.

De tramlijn A kent bijzondere haltevoorzieningen:
- Bij de halte `Royale Chatelet` rijdt het wegverkeer over de tramperrons heen. Bij een naderende tram versperren slagbomen de toegang van het wegverkeer tot de perrons. De reizigers kunnen dan vanuit de arcades het perron bereiken om in te stappen.
- De `De Gaule` halte ligt dicht bij een bocht waardoor het perron verder van de sporen ligt. De ruimte tussen het platform en de tram wordt overbrugd door een uitschuifbare trede vanuit het perron. Meestal is het andersom: Een uitschuiftrede vanuit het voertuig.

## Toekomst
Voor de tram van Orleans zijn geen uitbreidingen gepland op dit moment.